# William P. Minicozzi II
William Philip Minicozzi II (* 13. Dezember 1967 in Bryn Mawr, Pennsylvania) ist ein US-amerikanischer Mathematiker, der sich vor allem mit Minimalflächen beschäftigt.

## Leben
Minicozzi studierte an der Princeton University (Bachelor-Abschluss 1990) und promovierte 1994 bei Richard Schoen an der Stanford University (Geometrical variational problems related to symplectic geometry). Danach war er als Post-Doc am Courant Institute of Mathematical Sciences of New York University. Ab 1995 war er an der Johns Hopkins University, wo er 1994 Assistant Professor, 1998 Associate Professor und 2000 Professor wurde. Er war dort seit 2002 J.-J.-Sylvester-Professor für Mathematik und ab 2007 Krieger-Eisenhower Professor. 2012 wechselte er an das MIT, wo er Singer Professor of Mathematics ist.
Minicozzi befasst sich mit Differentialgeometrie, geometrischer Analysis und partiellen Differentialgleichungen. In einer Reihe von Arbeiten mit Tobias Colding entwickelte er eine Theorie in 3-dimensionale Mannigfaltigkeiten eingebetteter Minimalflächen. Dabei bewiesen sie auch eine Vermutung von Eugenio Calabi und Shing-Tung Yau für den Spezialfall eingebetteter Flächen. Mit Colding befasste er sich auch unter anderem mit Ricci-Flüssen und harmonischen Funktionen auf Mannigfaltigkeiten.
1998 war er Sloan Research Fellow. 2010 erhielt er mit Colding den Oswald-Veblen-Preis für ihre Arbeiten über Minimalflächen. 2006 war er Invited Speaker auf dem Internationalen Mathematikerkongress (ICM) in Madrid (Embedded minimal surfaces). Er ist seit 2007 Herausgeber der Memoirs and Transactions der AMS, seit 2008 von Geometriae dedicata, seit 2007 von Analysis and PDE und Journal of Topology and Analysis. Er ist Fellow der American Mathematical Society. 2015 wurde er in die American Academy of Arts and Sciences gewählt.

## Schriften
- mit Tobias Colding: Minimal Surfaces, Courant Lecture notes in Mathematics 4, New York 1999
- mit Tobias Colding: Disks that are double spiral staircases, Notices of the AMS 50, März 2003, S. 327–339 (online)
- mit Tobias Colding: An excursion into geometric analysis, in Alexander Grigor’yan, Shing-Tung Yau (Hrsg.): Surveys in Differential Geometry. Volume IX: Eigenvalues of Laplacians and Other Geometric Operators, International Press, Somerville 2004, S. 83–146